# Joan Bassegoda
Joan Bassegoda i Nonell (Barcellona, 9 febbraio 1930 – Barcellona, 30 luglio 2012) è stato un architetto, storico e saggista spagnolo, tra i massimi esperti dell'opera di Antoni Gaudí.

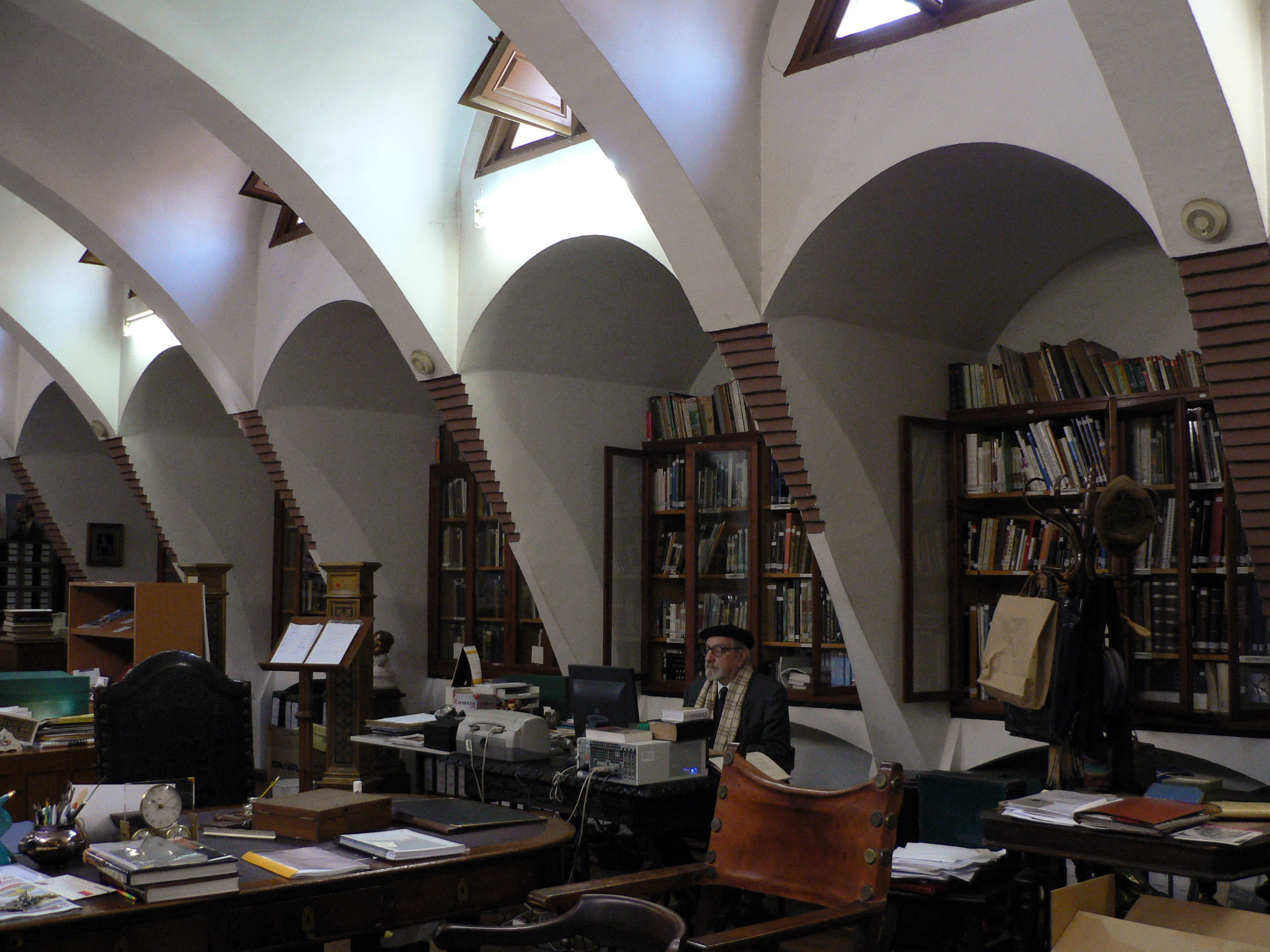
Joan Bassegoda all'interno della Real Cátedra Gaudí nell'aprile 2006

Figlio di Bonaventura Bassegoda i Musté e nipote di Bonaventura Bassegoda i Amigó, ricalcò le orme della sua famiglia di architetti fondando con il fratello Bonaventura Bassegoda i Nonell, anch'egli architetto, uno studio di architettura chiamato "Bassegoda & Bassegoda".

## Pubblicazioni
- AA.VV., Gaudí. Hàbitat, natura i cosmos, Barcellona, Ed. Lunwerg, 2001, ISBN 84-7782-799-0.
- El gran Gaudí, Sabadell, Ed. Ausa, ISBN 84-86329-44-2.